# Arbo

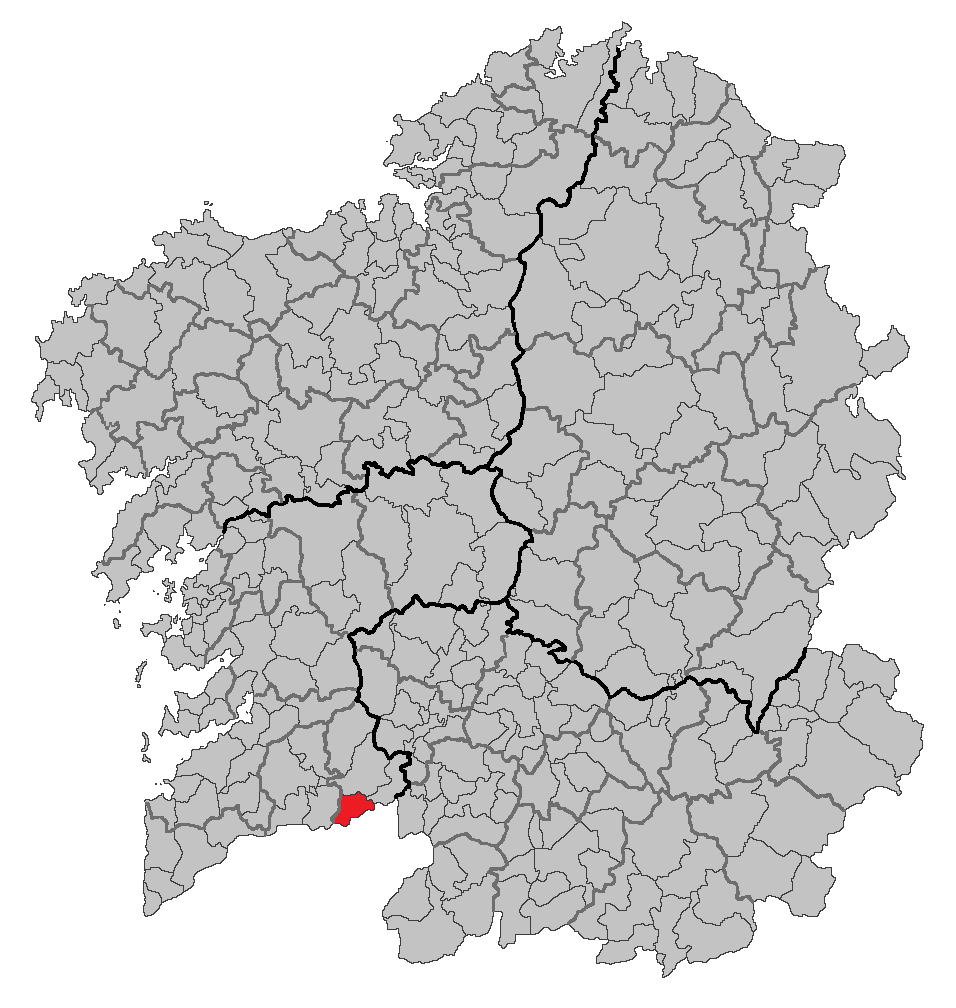
Arbo, Pontevedra, Galizia

Arbo è un comune spagnolo di 3 742 abitanti situato nella comunità autonoma della Galizia.